# Geschützter Landschaftsbestandteil Weißdornhecke Rissestraße

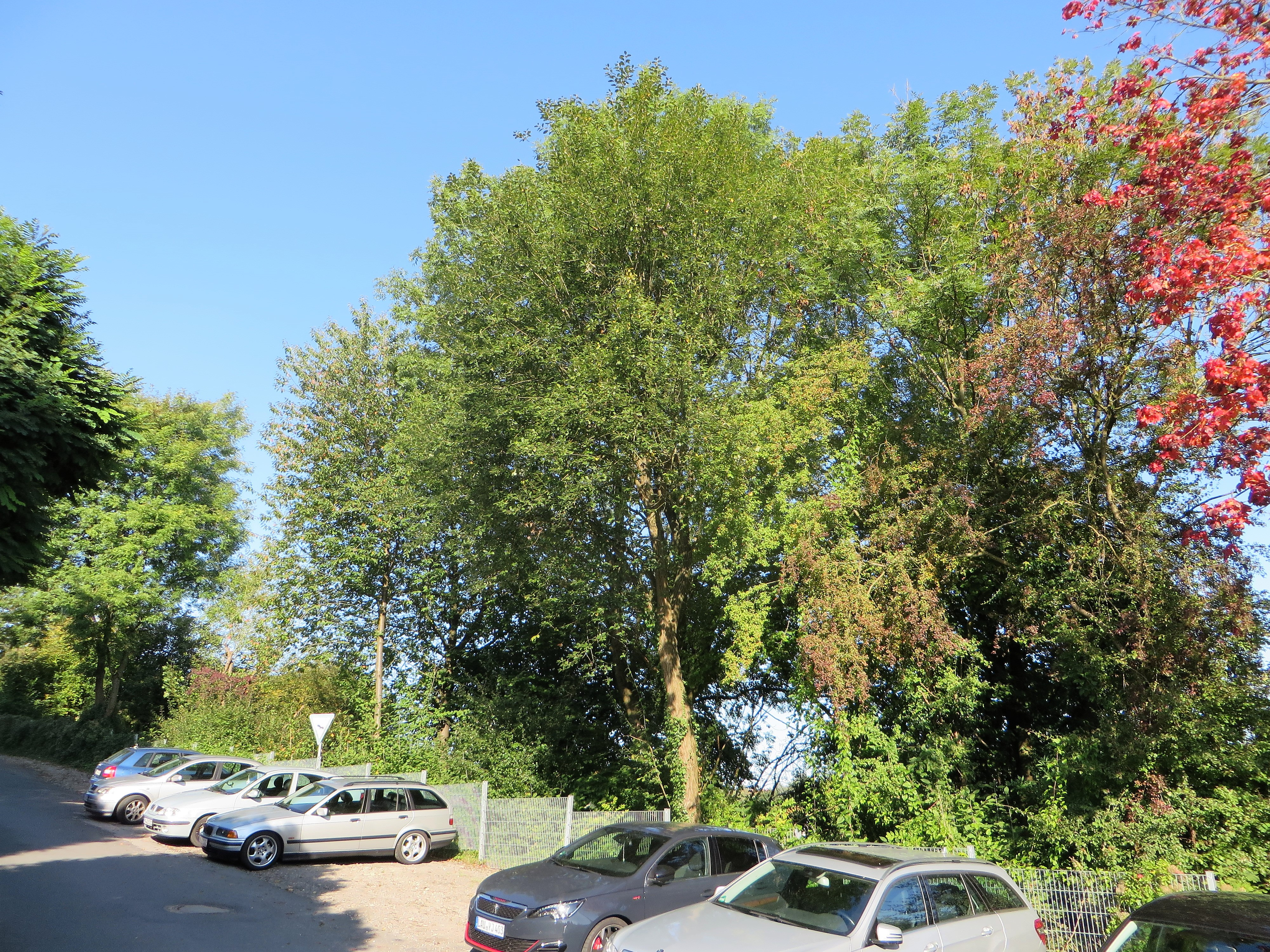
Geschützter Landschaftsbestandteil Weißdornhecke Rissestraße

Der Geschützte Landschaftsbestandteil Weißdornhecke Rissestraße mit einer Flächengröße von 0,08 ha liegt auf dem Gebiet der kreisfreien Stadt Hagen in Nordrhein-Westfalen. Der LB wurde 1994 mit dem Landschaftsplan der Stadt Hagen vom Stadtrat von Hagen ausgewiesen.

## Beschreibung
Beschreibung im Landschaftsplan: „Der Landschaftsbestandteil erstreckt sich im Anschluß an den Friedhof Remberg entlang der Rissestraße. Es handelt sich um eine Weißdornhecke auf einer Böschung.“

## Schutzzweck
Laut Landschaftsplan erfolgte die Ausweisung „zur Sicherung der Leistungsfähigkeit des Naturhaushalts durch Erhalt eines Landschaftselementes mit wichtiger Biotopfunktion insbesondere für Vögel und Kleinsäuger im Siedlungsraum“.